# Ring Out The Bells
Ring Ou The Bells – singel Sarah Connor z jej jedenastego albumu studyjnego Not So Silent Night, wydany przez wytwórnię Polydor. Utwór został napisany i wyprodukowany przez Nicolas Rebscher, Sarah Connor, Max Wolfgang oraz wydany jako pierwszy singel z albumu 5 listopada 2022.

## Lista utworów
1-Track Digital Download
1. „Ring Out The Bells” 4:59

## Pozycje na listach
| Oficjlana Lista Przebojów (2022) | Najwyższa pozycja |
| -------------------------------- | ----------------- |
| Austria (Media Control AG)       | 54                |
| Niemcy (Media Control)           | 41                |
| [A] Niemcy (Airplay Top 100)     | 34                |
| Szwajcaria (Schweizer Hitparade) | 78                |

| Spotify TOP200 Daily Charts (2022)            | Najwyższa pozycja |
| --------------------------------------------- | ----------------- |
| Australia (Spotify TOP200)                    | 111               |
| Austria (Spotify TOP200)                      | 45                |
| Belgia (Spotify TOP200)                       | 109               |
| Bułgaria (Spotify TOP200)                     | 164               |
| Dania (Spotify TOP200)                        | 195               |
| Estonia (Spotify TOP200)                      | 130               |
| Global (Spotify TOP200)                       | 120               |
| Holandia (Spotify TOP200)                     | 131               |
| Irlandia (Spotify TOP200)                     | 84                |
| Kanada (Spotify TOP200)                       | 140               |
| Litwa (Spotify TOP200)                        | 107               |
| Luksemburg (Spotify TOP200)                   | 84                |
| Łotwa (Spotify TOP200)                        | 148               |
| Niemcy (Spotify TOP200)                       | 30                |
| Nowa Zelandia (Spotify TOP200)                | 106               |
| Polska (Spotify TOP200)                       | 195               |
| Singapur (Spotify TOP200)                     | 117               |
| Stany Zjednoczone (Spotify TOP200)            | 187               |
| Szwajcaria (Spotify TOP200)                   | 57                |
| Wielka Brytania (Spotify TOP200)              | 111               |
| Węgry (Spotify TOP200)                        | 125               |
| Zjednoczone Emiraty Arabskie (Spotify TOP200) | 171               |